# Nedo Nadi
Nedo Nadi (Livorno, 9 de junho de 1894 – 7 de julho de 1927) foi um esgrimista italiano, hexacampeão olímpico.
Nedo Nadi representou seu país nos Jogos Olímpicos de Verão de 1900. Conseguiu a medalha de ouro no florete duas vezes, e uma no sabre individual, e um ouro nas três modalidades por equipes em 1920.